# لويجي أميريو
لويجي أماريو (بالإيطالية: Luigi Amerio)‏ (15 أغسطس 1912 - 28 سبتمبر 2004) هو مهندس ورياضياتي إيطالي اشتهر بجهوده في تحويل لابلاس في بعد وعدة أبعاد ونظريةالمعادلات التفاضلية للأبعاد الجزئية بيضاوية الشكل ‏.